# Teufelsflieger
Teufelsflieger ist eine US-amerikanische Filmkomödie aus dem Jahr 1932 von A. Edward Sutherland mit Spencer Tracy und William Boyd in den Hauptrollen. Der Pre-Code-Film wurde von The Caddo Company produziert.

## Handlung
Um dem Kriegsdienst zu entgehen, haben sich die Nichtschwimmer Wilkie und Mitchell als Strandwärter verpflichtet. Ein Mann, der zu ertrinken droht, wird von Sergeant Hogan gerettet, doch den beiden wird die Rettung zugeschrieben. Bei einem vom Roten Kreuz veranstalteten Boxwettkampf begegnen sie dem Sergeant wieder. Hogan stürzt sich auf Wilkie, wird aber von diesem ausgeknockt. Als sie merken, dass die Menge aufmerksam geworden ist, suchen Wilkie und Mitchell das Weite.
Trotz ihres Schwures, nie in die Armee einzutreten, werden sie zum Dungschaufeln verpflichtet. Angewidert von der Tatigkeit wollen sie nach Südamerika auswandern und verstecken sich auf einem der Lastwagen, die das Camp verlassen. Sie werden mit dem Lastwagen auf ein Schiff verladen, einen Truppentransporter, der Heeresflieger nach Frankreich bringen soll. Sie wollen die erstbeste Person, der sie begegnen, nach Essen fragen. Unglücklicherweise ist dies ausgerechnet Sergeant Hogan, der sie zum Kommandanten bringt. Nachdem sie behauptet haben, unbedingt Piloten zu werden, werden sie zu einem US-Flugplatz in Frankreich abkommandiert. 
Nach Mitchells erstem Flugversuch, der fast in einer Katastrophe endet, können beide weitere Flüge geschickt umgehen. Wilkie und Hogan versuchen, mit der französischen Sängerin Fifi anzubandeln. Bei einem ihrer Auftritte kommt es zum Kampf zwischen den beiden Rivalen. Das Auftauchen von Militärpolizei zwingt sie zur Flucht. Sie verstecken sich im Auto der Amerikanerin Mary Way, die von ihrem Auftauchen so erschrocken ist, dass sie einen Unfall baut. Alle bleiben unverletzt und die beiden Soldaten begleiten Mary zu einem Hotel. Am Morgen bringt Wilkie Hogan dazu, das Auto zu reparieren, während er mit Mary frühstückt. Eine Militärstreife nimmt die beiden Soldaten fest. Auch Mary wird mitgenommen, da man sie für eine Spionin hält.
Wilkie, Hogan und Mary können mit einem Flugzeug entkommen. Sie fliegen hinter die feindlichen Linien und legen eine Bruchlandung hin. Vorher haben sie zwei Bomben abgeworfen um Gewicht zu sparen. Eine der Bomben zerstört ein deutsches Munitionslager. Um die drei zu retten, wird eine Rettungsstaffel losgeschickt, unter ihnen auch Mitchell, der die Deutschen mit seinen unkontrollierten Flugmanövern in den Wahnsinn treibt. Die drei werden gerettet und fliegen als Helden an Bord von Mitchells Flieger zurück. Während Wilkie Mitchell von seinen Erlebnissen berichtet, löst er versehentlich die Bombenhalterung aus und bombardiert das eigene Camp.

## Produktion

### Hintergrund
Gedreht wurde der Film vom 19. Mai bis zum 12. Juni 1931. Nachzudrehende Szenen entstanden von September bis Anfang Oktober 1931. Drehorte waren der Metropolitan Airport Van Nuys sowie die RKO-Pathé-Studios in Culver City.
Nach Angaben der AFI Library, der Bibliothek des American Film Institutes, wurden zwei separate Filme gedreht. Der erste, nie veröffentlichte, Film entstand im Mai und Juni unter der Regie von Edward Sedgwick. Nach Abschluss der Dreharbeiten kündigte Sedgwick. Im September übernahm A. Edward Sutherland die Regie für Szenen eines umgeschriebenen Drehbuchs. Da Lola Lane und Sidney Toler anderweitige Verpflichtungen hatten, wurden sie von Ann Dvorak und William Boyd ersetzt.
Das Presseheft des Films vermeldete den Einsatz von 50 Stunt-Piloten sowie den Bau eines Flugplatzes. In dem Film wurden Aufnahmen des Films Höllenflieger (1930) genutzt.

### Stab
Richard Day war für das Szenenbild zuständig. Busby Berkeley arbeitete als Choreograph, William Tummel als Regieassistent.

### Besetzung
In kleinen nicht im Abspann erwähnten Nebenrollen traten Walter Catlett und Cyril Ring auf.

## Synchronisation
Die deutsche Synchronfassung entstand 1983 im Auftrag der Bavaria Synchron.
| Rolle      | Schauspieler  | Deutscher Synchronsprecher |
| ---------- | ------------- | -------------------------- |
| Wilkie     | Spencer Tracy | Michael Brennicke          |
| Sgt. Hogan | William Boyd  | Norbert Gastell            |
| Mitchell   | George Cooper | Andreas Mannkopff          |
| Mary Way   | Ann Dvorak    | Cornelia Meinhardt         |

## Veröffentlichung
Die Premiere des Films fand am 3. März 1932 in New York statt. In der Bundesrepublik Deutschland wurde er am 24. September 1983 im deutschen Fernsehen ausgestrahlt. In Österreich wurde er unter dem Titel Hurra, wir fliegen! gezeigt.

## Kritiken
Das Lexikon des internationalen Films schrieb: „Eine aus der Resteverwertung der spektakulären Luftkampfszenen aus Howard Hughes' Erfolgsfilm "Hell's Angels" entstandene Slapstick-Komödie voller grotesker Absurditäten, die nicht zuletzt auch durch die hervorragende Leistung Spencer Tracys amüsant unterhält.“
Die Variety beschrieb den Film als ungewöhnliche Kriegskomödie, die die Zuschauer zum Lachen bringen werde.
Der Kritiker des TV Guide sah eine alberne Komödie, einen Mischmasch aus Slapstick-Farce, Romanze und spektakulären Flugaufnahmen. Die episodenhafte Struktur funktioniere gut, Spencer Tracy biete eine ziemlich gute Vorstellung.